# The Oath of Love
 (octobre 2020).
The Oath of Love (en chinois : 余生，请多指教; pinyin : Yu Sheng, Qing Duo Zhijiao) est une série télévisée chinoise de 2020 basée sur le roman du même nom écrit par Bolin Shijiang, avec Yang Zi et Xiao Zhan dans les rôles principaux,. Cette série dramatique réalisée par Lv Ying relate l'histoire d'amour de Gu Wei et Lin Zhixiao, deux âmes qui se rencontrent dans les difficultés et faiblesses et s'aident à se relever par leur amour mutuel.

## Synopsis
À la veille de l’obtention de son diplôme universitaire, Lin Zhixiao, jeune violoncelliste douée subit un coup de sort. Son père tombe subitement malade et doit se faire hospitaliser. Afin de s’occuper de sa santé fragile, elle est obligée d'abandonner l’emploi qu’elle espérait prendre à l'étranger et rompre avec son petit ami. Son monde est sur le point de s’écrouler lorsque Gu Wei, le médecin chargé de soigner son père, entre dans sa vie. Il traverse, lui aussi, une période difficile. Ensemble, ils réussissent à vaincre la malchance et cultivent le bonheur en amour.

## Personnages principaux
| Acteur      | Personnage  | Introduction |
| ----------- | ----------- | --- |
| Yang Zi     | Lin Zhixiao | C'est une étudiante en musique charmante et talentueuse. Sa vie s'effondre lorsque son père reçoit le diagnostic de cancer. Elle rencontre Gu Wei, le médecin chargé de soigner son père et tombe amoureuse de lui. |
| Xiao Zhan   | Gu Wei      | Chirurgien digestif avec un avenir prometteur, il est généreux, sérieux mais a tendance à se mettre la pression. À la suite de l'échec d'une intervention chirurgicale, il se remet en question et traverse une période difficile. C'est à ce moment-là que Lin Zhixiao, la fille de l'un de ses patients, entre dans sa vie. |
| Xia Zhiqing | Lin Jianguo | Père de Lin Zhixiao. Sévère, dur et obstiné en apparence, il n'est pas habitué à montrer ouvertement son affection, mais en réalité, il aime profondément sa fille et cherche toujours à la comprendre. Atteint d'un cancer de l'estomac, il est pris en charge par Gu Wei.                                                   |
| Hao Wenting | Li Huijuan  | Mère de Lin Zhixiao. C'est une mère à l'esprit ouvert et à l'écoute de son enfant. |
| Gao Qing    | Sansan      | Elle est la meilleure amie de Lin Zhixiao. |
| Zhai Zilu   | Gu Xiao     | Cousin de Gu Wei. De nature volage et romantique, Il devient sérieux et fidèle une fois tombé amoureux de Sansan. |
| Ma Yujie    | Gao Xi      | Chirurgienne de l'estomac et de l'intestin, elle est camarade de classe et collègue de Gu Wei. Amoureuse de Gu Wei, elle lui apporte un soutien important au niveau professionnel et eux deux forment un binôme parfait au travail.                                                                                           |
| Li Yunrui   | Shao Jiang  | Lin Zhixiao lui portait l'admiration lorsqu'ils étaient au lycée. Il rivalise avec Gu Wei pour attirer l'amour de Lin Zhixiao. |